# Rattus morotaiensis
Rattus morotaiensis is een rat die voorkomt op Halmahera, Batjan en Morotai in de noordelijke Molukken. Het is nog onduidelijk wat de nauwste verwanten zijn; hij kan verwant zijn aan Rattus elaphinus en andere "echte" Rattus-soorten uit het verdere westen of aan Rattus feliceus en andere "Australisch-Nieuw-Guinese" Rattus-soorten uit het verdere oosten.
Het is een middelgrote soort met bleke wangen en een bleke buik. De vacht is stekelig. De lange staart is bedekt met vierkante schubben, is niet erg harig en wordt soms als grijpstaart gebruikt. Het is zo ongeveer de enige Rattus-soort die in bomen klimt. Mogelijk kan dat doordat Melomys, het geslacht dat in de Molukken normaal de in bomen levende ratten levert, niet voorkomt op de Halmahera-groep. Mannetjes hebben een kop-romplengte van 189 tot 200 mm, een staartlengte van 200 tot 224 mm, een achtervoetlengte van 35,7 tot 39,5 mm, een oorlengte van 17,5 tot 18,7 mm en een gewicht van 150 tot 158 gram. De kop-romplengte van vrouwtjes bedraagt 155 tot 185 mm, de staartlengte 185 tot 202 mm, de achtervoetlengte 31 tot 35 mm, de oorlengte 17 tot 17,7 mm en het gewicht 130 tot 155 gram. Omdat dit gebaseerd is op slechts twee mannetjes en twee vrouwtjes, is het niet zeker of mannetjes inderdaad een stuk groter zijn dan vrouwtjes. Dit dier is 's nachts actief; overdag slaapt hij in een hol.